# Абдълас Малдъбаев
Абдълас Малдъбаев (на киргизки: Абдылас Малдыбаев) е киргизстански композитор и певец.
Роден е в селско семейство в Кара Булак, Туркестански край на 7 юли (24 юни стар стил) 1906 година. Учи за кратко в Алма Ата, завършва Киргизкия педагогически техникум в град Фрунзе през 1929 година.
След това е учител, актьор и певец в новосъздадения Киргизки музикално-драматичен театър. В съавторство с руските композитори Владимир Власов и Владимир Фере композира първите киргизки опери, балети и музикални драми, както и музиката на химна на Киргизката съветска социалистическа република.
През 1950 година завършва специален курс на Московската консерватория, после заема разни обществени и политически длъжности.
Абдълас Малдъбаев умира във Фрунзе на 1 юни 1978 година.